# Conseil des États de la mer Baltique
Le Conseil des États de la mer Baltique, Council of the Baltic Sea States (CBSS), est une association d’États indépendants, fondée entre 1989 et 1992 à l'initiative des ministres allemand et danois des Affaires étrangères, Hans-Dietrich Genscher et Uffe Ellemann-Jensen.
Le critère de participation retenu lors de sa fondation relève de la géographie physique : celui des bassins des cours d'eau qui se jettent dans la mer Baltique. La coopération régionale (notamment la coopération nordique) a conduit à intégrer la Norvège et l'Islande, ainsi que l'Union européenne (UE). Cet organisme est le seul à caractère régional européen dans lequel la Russie et l'UE sont membres à part entière, jusqu’à la suspension de la Russie le 3 mars 2022 par le Conseil à la suite de l'invasion de l'Ukraine en février 2022.
Le secrétariat permanent du Conseil se trouve à Stockholm, en Suède. La présidence est tournante. La représentation se fait au niveau des ministres des Affaires étrangères.

## États membres
- Allemagne
- Danemark
- Estonie
- Finlande
- Islande (depuis 1995)
- Lituanie
- Lettonie
- Norvège
- Russie (jusqu'en 2022)
- Pologne
- Suède
- Union européenne

Suspendue en mars 2022, la Russie décide de quitter le Conseil le 18 mai 2022.

## États observateurs
Les États suivants ont reçu un statut d'observateur officiel de la part du Secrétariat du Conseil ; pour les États membres de l'Union européenne, c'est à titre individuel qu'ils ont ce statut :
- Biélorussie (statut suspendu)
- Espagne
- États-Unis
- France
- Hongrie
- Italie
- Pays-Bas
- Roumanie
- Royaume-Uni
- Slovaquie
- Ukraine

## Présidence alternée
La présidence alterne tous les ans entre États membres et dure un an entre le 1er juillet et le 30 juin.
- Allemagne 2022-2023
- Norvège 2021-2022
- Lituanie 2020-2021
- Danemark 2019-2020
- Lettonie 2018-2019 - Priorités de la présidence : Intégrité et Sécurité sociale, Dialogue et Responsabilité.
- Suède 2017-2018 - Priorités de la présidence : Durabilité, Continuité et Adaptabilité
- Islande 2016-2017 - Priorités de la présidence : Enfants, Égalité et Démocratie
- Pologne 2015-2016 - Priorités de la présidence : Durabilité, Créativité et Sécurité
- Estonie 2014-2015 - Priorités de la présidence : Practicalité, Efficacité et Coopération
- Finlande 2013-2014 - Priorités de la présidence : Politique Maritime, Protection Civile et Dialogue
- Russie 2012-2013
- Allemagne 2011-2012
- Norvège 2010-2011
- Lituanie 2009-2010
- Danemark 2008-2009
- Lettonie 2007-2008
- Suède 2006-2007
- Islande 2005-2006
- Pologne 2004-2005
- Estonie 2003-2004
- Finlande 2002-2003
- Russie 2001-2002
- Allemagne 2000-2001
- Norvège 1999-2000
- Lituanie 1998-1999
- Danemark 1997-1998
- Lettonie 1996-1997
- Suède 1995-1996
- Pologne 1994-1995
- Estonie 1993-1994
- Finlande 1992-1993

## Structure du Conseil des États de la mer Baltique

### Committee of Senior Officials (CSO)
Le Committee of Senior Officials (CSO) se compose de représentants de haut-rang appartenant aux Ministères des Affaires Etrangères des 11 Etats Membres ainsi que d’importants représentants de l’Union Européenne. Le CSO est à la fois un forum de discussion et, entre chaque Session Ministérielle, l’organe décisionnaire du CEMB. Le CSO a pour rôle de superviser, faciliter et coordonner l’action des différents groupes de travail qui composent le Conseil des États de la mer Baltique.
Chaque année la présidence du CEMB est attribuée à un nouveau pays membre qui nomme alors un représentant, souvent un ambassadeur, au poste de président du Conseil.
Le CSO surveille le travail du Groupe d’Experts et coordonne en priorité le travail autour des trois thèmes prioritaires du Conseil que sont l’Identité Régionale, Une région Prospère et à Développement Durable, et Une Région Sûre et Sécurisée.

### Le Secrétariat
Un Secrétariat International Permanent du Conseil des États de la mer Baltique a été fondé en 1998 à la suite d'une décision prise au cours de la 7e Session Ministérielle à Nyborg au Danemark. Les bureaux du Secrétariat, situés sur l’ile de Strömborg à Stockholm, ont été officiellement inaugurés le 20 octobre 1998. En novembre 2010, le Secrétariat a déménagé et se trouve actuellement au 9 Slussplan, à Stockholm.

### Groupes d’experts
Le Conseil des États de la mer Baltique surveille le travail :
- du groupe d’experts en sécurité nucléaire et radiologique ;
- du groupe d’experts en politique maritime ;
- du groupe d’experts en développement durable - Baltic 2030[4] ;
- du groupe d’experts pour la protection des enfants de toute violence ;
- de l'unité spéciale vouée à la lutte contre la traite des êtres humains.

### Partenaires stratégiques
- B7 Baltic Seven Islands
- BASTUN
- BCCA
- Baltic Development Forum
- Baltic Sea Forum
- BSPC
- BSRUN
- BSSSC
- BUP
- Business Advisory Council
- CPMR
- HELCOM
- OIM
- NGO Forum
- OCDE
- UBC

### Priorités à long terme
Le Conseil des États de la mer Baltique coopère selon trois priorités:
- identité régionale
- une région durable et prospère
- une région sûre et sécurisée

## Attributions
Le CEMB est un forum régional de coopération ayant multiple objectifs politiques sociaux et environnementaux. La protection de l'environnement, la coopération économique, le développement démocratique et l'intégration sociale sont en quelque sorte les directives prescrites par le Conseil. Sa structure démocratique se développe donc à travers les démarches des ministres des Affaires étrangères des pays membres.
Le CEMB comme organisation sub-régionale ne fait aucunement concurrence par exemple à l'OTAN ou à l'Union européenne.
Avec la suspension puis le départ en mai 2022 de la Russie, l'intérêt du CEMB est atténué car la majorité des pays membres sont également des pays de l'Union européenne (à l'exception de l'Islande et de la Norvège).